# مارك هامل
مارك هامل (بالإنجليزية: Mark Hummel)‏ هو موسيقي أمريكي، ولد في 15 ديسمبر 1955 في نيو هيفن في الولايات المتحدة.

## وصلات خارجية
- الموقع الرسمي
- مارك هامل على موقع IMDb (الإنجليزية)
- مارك هامل على موقع ميوزك برينز (الإنجليزية)
- مارك هامل على موقع قاعدة بيانات برودواي على الإنترنت (الإنجليزية)
- مارك هامل على موقع ديسكوغز (الإنجليزية)
- مارك هامل على موقع قاعدة بيانات الفيلم (الإنجليزية)